# Fort Wright (Kentucky)
Fort Wright es una ciudad ubicada en el condado de Kenton en el estado estadounidense de Kentucky. En el Censo de 2010 tenía una población de 5723 habitantes y una densidad poblacional de 655,88 personas por km².

## Geografía
Fort Wright se encuentra ubicada en las coordenadas 39°2′45″N 84°32′10″O / 39.04583, -84.53611. Según la Oficina del Censo de los Estados Unidos, Fort Wright tiene una superficie total de 8.73 km², de la cual 8.63 km² corresponden a tierra firme y (1.1%) 0.1 km² es agua.

## Demografía
Según el censo de 2010, había 5723 personas residiendo en Fort Wright. La densidad de población era de 655,88 hab./km². De los 5723 habitantes, Fort Wright estaba compuesto por el 95.44% blancos, el 1.59% eran afroamericanos, el 0.19% eran amerindios, el 0.96% eran asiáticos, el 0% eran isleños del Pacífico, el 0.51% eran de otras razas y el 1.31% pertenecían a dos o más razas. Del total de la población el 1.4% eran hispanos o latinos de cualquier raza.